# Final Resolution (2010)
Pour les articles homonymes, voir Final Resolution.
Final Resolution 2010 est un Pay-per-view de catch organisé par la Total Nonstop Action Wrestling. Il s'est déroulé le 5 décembre 2010 à l'iMPACT! Zone d'Orlando en Floride. C'est le dernier PPV de la Total Nonstop Action en 2010 qui a toujours eu lieu en décembre

## Contexte
Les spectacles de la Total Nonstop Action Wrestling en paiement à la séance sont constitués de matchs aux résultats prédéterminés par les scénaristes de la TNA. Ces rencontres sont justifiées par des storylines - une rivalité avec un catcheur, la plupart du temps - ou par des qualifications survenues dans les émissions de la TNA telles que TNA Xplosion et TNA Impact!. Tous les catcheurs possèdent un gimmick, c'est-à-dire qu'ils incarnent un personnage face (gentil), heel (méchant) ou tweener (neutre, apprécié du public), qui évolue au fil des rencontres. Un pay-per-view comme Final Resolution est donc un évènement tournant pour les différentes storylines en cours.

## Résultats
| #  | Matchs | Stipulations                                                                  | Temps |
| -- | --- | ----------------------------------------------------------------------------- | ----- |
| 1  | Beer Money, Inc gagne face à Ink.Inc pour devenir challenger n°1 au TNA World Tag Team Championship face aux Motor City Machine Guns.                             | N°1 au TNA World Tag Team Championship                                        | 10:45 |
| 2  | Tara gagne face à Mickie James en Falls Count Anywhere match grâce à l'intervention de Madison Rayne.                                                             | TNA Knockout match                                                            | 10:25 |
| 3  | Rob Strauss gagne face à Jay Lethal pour rester le TNA X Division Championship avec Cookie en cage (à savoir que Shark Boy a fait une apparition).                | TNA X Division Championship                                                   | 8:11  |
| 4  | Rob Van Dam gagne face à Rhino. | First Blood Match                                                             | 12:24 |
| 5  | Douglas Williams gagne face à AJ Styles pour devenir le nouveau TNA Television Championship avec sa prise de finition, le Styles Clash.                           | TNA Television Championship                                                   | 14:50 |
| 6  | Les Motor City Machine Guns ont battu Generation Me pour rester les TNA World Tag Team Championship.                                                              | TNA World Tag Team Championship Full Methal Mayhem (Table, échelle et chaise) | 16:27 |
| 7  | Abyss gagne face à D'Angelo Dinero dans un Casket Match. | Casket Match                                                                  | 11:40 |
| 8  | Jeff Jarett gagne face à Samoa Joe dans un Submission match grâce à l'intervention de Murphey et Gunner, ce qui a permis à Jerett de poser un Ankle Lock sur Joe. | Submission match                                                              | 9:05  |
| 10 | Jeff Hardy gagne face à Matt Morgan avec Mr.Anderson dans un match sans disqualification avec sa prise de finition Twist of Fate.                                 | TNA World Heavyweight Championship                                            | 12:31 |